# San Pedro kommun, Antioquia
San Pedro är en kommun i Colombia.   Den ligger i departementet Antioquía, i den nordvästra delen av landet, 260 km nordväst om huvudstaden Bogotá. Antalet invånare är 22 066. Arean är 229 kvadratkilometer.
Terrängen i San Pedro är bergig åt sydväst, men åt nordost är den kuperad.